# Лист сімнадцяти
«Лист сімнадцяти» (рос. «Письмо семнадцати») — дуже непопулярний відкритий лист до вигнаної кримськотатарської громади, опублікований у Lenin Bayrağı в березні 1968 року, в якому засуджено бажання повернутися до Криму. Кримськотатарський правозахисник Юрій Османов назвав його «листом національних зрадників». Поблажливий лист розпочався з применшення їхньої боротьби та дискримінації в Азії, закликом до співвітчизників — кримських татар змиритися з ситуацією та пустити коріння в Центральній Азії, а не добиватися права на повернення до Криму, про яке мріяло багато кримських татар. Далі стверджувалося, що указ про «реабілітацію» від вересня 1967 року «радикально вирішив їхнє національне питання»; однак насправді широко зневажений указ, який спочатку дав надію деяким кримським татарам, що їм дозволено повернутися до Криму, просто позначив на папері кримських татар як реабілітованих без права на відшкодування чи повернення, з використанням при цьому зневажливої термінології «громадяни татарської національності, які раніше проживали в Криму» замість власне етноніму «кримський татарин». В кінці повернення до Криму змальовано як романтичне бажання, яке слід придушити заради загального блага. Лист підписали 17 відносно успішних, але маловідомих членів спільноти, які дотримувалися лінії партії та публічно не домагалися права на повернення. Після того, як через десятиліття кримським татарам дозволили повернутися до Криму, 15 березня 1991 року лист переопубліковано в газеті «Авдет» з застереженням людям від зради свого народу у важкі часи, як це зробили підписанти листа.

## Підписанти
- Сеїт Ізмайлов
- Сеїт Таїров
- Мустафа Чолаков
- Мустафа Чачі
- Шевкет Атаманов
- Аніфе Альчикова
- Абдураїм Аппазов
- Яг'я Авлякимов
- Лібан Аппазов
- Ахтем Мустафаєв
- Курт Саметдінов
- Різа Меметов
- Гульвер Асанов
- Шевкет Кадиров
- Мер'єм Ковальова
- Іса Азізов
- Мемет Молочников